# Szabolcs
Szabolcs is een plaats (község) en gemeente in het Hongaarse comitaat Szabolcs-Szatmár-Bereg. Szabolcs telt 425 inwoners (2001).